# Heptaminol
O Heptaminol é um alcanolamina cardiotóxico classificado como vasodilatador (C01DX08). Às vezes usa-se no tratamento da hipotensão ortoestática.
Comercializa-se sobre as nomes de Clinadil compositum, Diclamina, Denubil e Largotrex.

## Mecanismo de acção
Estimula a circulação sanguínea cerebral pelo que também se utiliza como nootrópico facilitador da aprendizagem. É um agente inotrópico positivo que atua mediante a libertação de norepinefrina periférica o que ocasiona um aumento da contratilidade cardíaca, aumento da frequência cardíaca e vasodilatação. Também atua bloqueando os neurotransmisores pré- e pós-sinápticos o que afeta à amplitude das contracções musculares.

## Farmacocinética
Em humanos, após a sua administração oral, o heptaminol absorve-se rápida e completamente. Após a administração oral de 300 mg de heptaminol as concentrações máximas atingem-se às 1,8 horas sendo a Cmax de 1,6 mg/ml. Tem uma meia-vida de eliminação de 2,5 horas. Se metaboliza por hidroxilação e elimina-se na urina em forma não conjugada.

## Toxicidade
Em roedores, a dose letal 50 do heptaminol por via intraperitoneal é de 1250 mg/kg. Em humanos empregou-se desde faz muitas décadas sem que se tenham informado de efeitos negativos.

## Doping
O heptaminol é uma substância dopante. O ciclista Dmitri Fofonov deu positivo na Volta a França. Em junho de 2010 o nadador Frédérick Bousquet também deu positivo pela substância, supostamente por comprar um medicamento farmacêutico.